# روی وگرلی
روی وگرلی (انگلیسی: Roy Wegerle؛ زادهٔ ۱۹ مارس ۱۹۶۴) بازیکن فوتبال اهل ایالات متحده آمریکا بود.
از باشگاه‌هایی که در آن بازی کرده‌است می‌توان به باشگاه فوتبال دی‌سی یونایتد، باشگاه فوتبال کاونتری سیتی، باشگاه فوتبال بلکبرن روورز، باشگاه فوتبال لوتون تاون، باشگاه فوتبال سوئیندون تاون، باشگاه فوتبال کویینز پارک رنجرز، باشگاه فوتبال کلرادو رپیدز، و باشگاه فوتبال چلسی اشاره کرد.
وی همچنین در تیم ملی فوتبال ایالات متحده آمریکا بازی کرده‌است.